# Panchlora regalis
Panchlora regalis es una especie de cucaracha del género Panchlora, familia Blaberidae. Fue descrita científicamente por Hebard en 1926.

## Distribución
Habita en Guayana Francesa y Surinam.